# Yaqub Beg

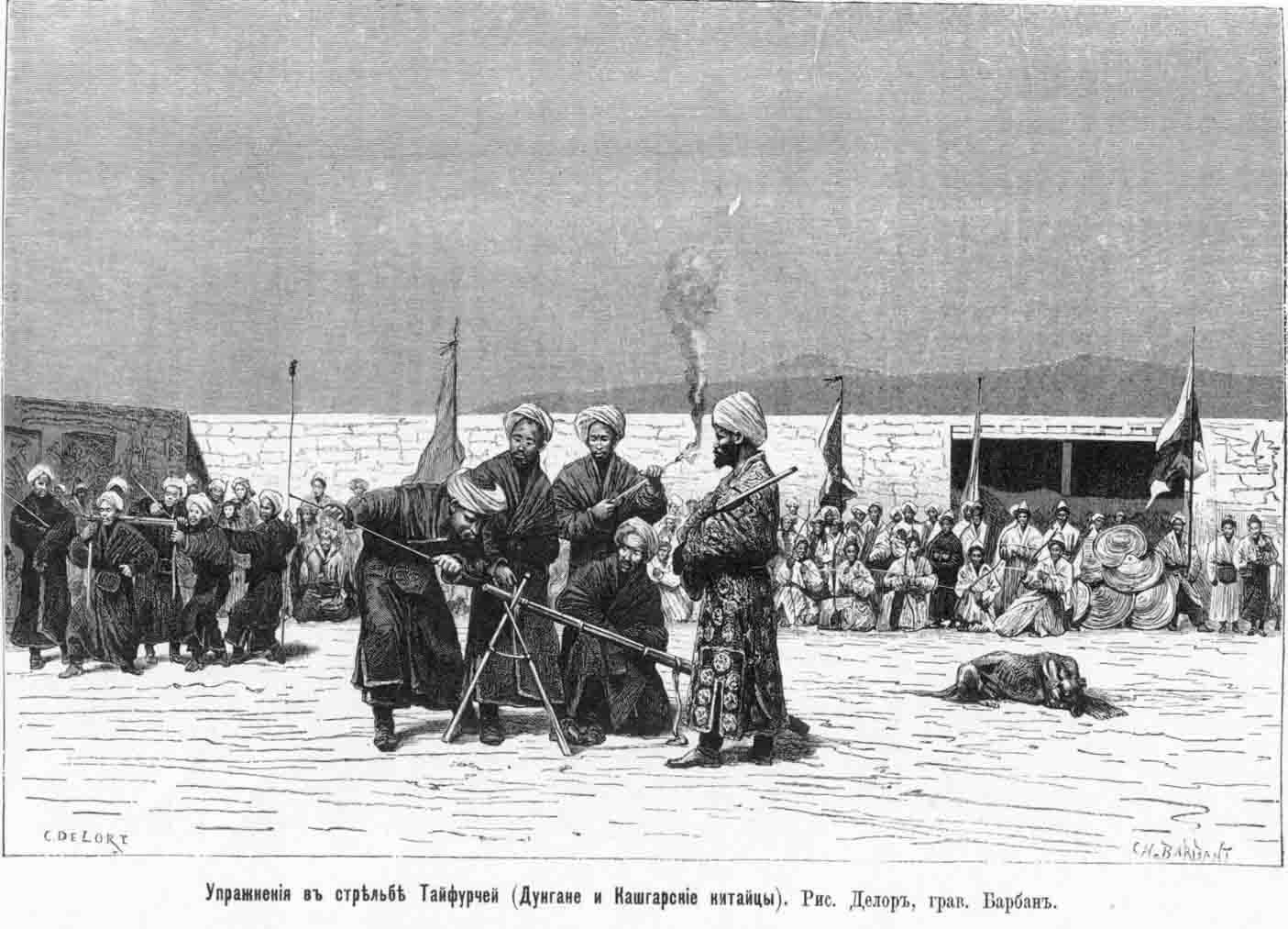
Soldater ur Yaqub Begs armé.

Yaqub Beg, egentligen Yaqub beg Muhammed Badaulet, född 1820 i Tasjkent, död 30 maj 1877, var en uzbekisk (möjligen tadzjikisk) upprorsledare och härskare i Kashgar.
Yaqub Beg växte upp under enkla levnadsvillkor, och lär enligt ryska källor i sin ungdom ha uppträtt som batja (en ung pojke som dansar framför publik i kvinnokläder). Han kom sedan att nå en inflytelserik ställning genom guvernörens i Tasjkent giftermål med hans styvsyster.
1865 sändes han av sin härskare, khanen av Kokand, till Kashgar för att intervenera i det genom dunganernas uppror från beroendet av Kina (Qingdynastin) lösryckta landet.
Yaqub Beg tillvällde sig emellertid (1865) en stark maktställning där för egen del och lät 1870 formligen utropa sig till furste av Östturkestan med titeln Ataliq ghāzi ("faderlig helig krigare"). Han kallades också ofta furste över Yetti sheher, uigurska för "sju städer" vilka lydde under hans välde: Kashgar, Yarkant, Khotan, Kuchar, Aksu och Turpan.
Han gjorde även några erövringar österut, men förlorade dem 1876 till Zuo Zongtangs Qing-trupper och mördades 30 maj 1877 av en bland sina hovmän.